# Ордас Вальдес, Лисандра Тереса
Лисандра Тереса Ордас Вальдес (исп. Lisandra Teresa Ordaz Valdés; род. 25 ноября 1988) — кубинская шахматистка, гроссмейстер среди женщин (2011), международный мастер среди мужчин (2018).

## Биография
В марте 2003 года в Пинар-дель-Рио Лисандра Тереса Ордас Вальдес выиграла международный шахматный турнир XXI. Hermanos Saíz Memorial. В апреле 2004 года в Санта-Кларе она заняла 2-е место после Марицы Аррибас Робайны в зональном турнире розыгрыша чемпионата мира по шахматам среди женщин. В октябре 2006 года в Гватемала-Сити Ордас Вальдес победила на чемпионате Центральной Америки по шахматам среди юниорок в возрастной группе до 20 лет. В чемпионатах Кубы по шахматам среди женщин она получила серебряную (2008 г.) и бронзовую (2011 г.) медали.
Лисандра Тереса Ордас Вальдес представляла Кубу в шахматных олимпиадах среди женщин:
- в 2008 году показала результат 7,5 из 10 на второй доске;
- в 2010 году показала результат 6,5 из 11 на первой доске;
- в 2012 году показала результат 6 из 10 на первой доске;
- в 2014 году показала результат 5,5 из 10 на первой доске;
- в 2018 году показала результат 3,5 из 9 на первой доске[1].

В июле 2021 года Лисандра Тереса Ордас Вальдес приняла участие в Кубке мира по шахматам среди женщин в Сочи, где в 1-м туре победила азербайджанскую шахматистку Тюркан Мамедъярову со счётом 1,5:0,5, а во 2-м туре проиграла российской шахматистке Алине Кашлинской со счётом 0,5:1,5.
За успехи в турнирах ФИДЕ присвоила Лисандре Тересе Ордас Вальдес звание международного мастера среди женщин (WIM) в 2004 году и международного гроссмейстера среди женщин (WGM) в 2011 году. В 2014 году она стала тренером ФИДЕ (FT). В 2018 году она также получила звание международного мастера среди мужчин (IM).

## Изменения рейтинга
| Графики недоступны из-за технических проблем. См. информацию на Фабрикаторе и на mediawiki.org. |